# Список судинних рослин України — мальвоцвіті
Список місцевих рослин України з порядку мальвоцвіті є продовженням списку судинних рослин України. Мальвоцвіті (Malvales) в рідній флорі України представлені родинами: чистові (Cistaceae), мальвові (Malvaceae), вовчеликові (Thymelaeaceae).

### Місцеві мальвоцвіті (Malvales)
| №  | Вид | Розповсюдження в Україні | Джерело інформації | Родина                    | Зображення |
| -- | --- | --- | ------------------ | ------------------------- | ---------- |
| 1  | Чист кримський Cistus tauricus C.Presl | На сухих гірських схилах, світлих лісах та в чагарниках — ПБК від мису Айя на схід до с. Малоріченське Алуштинської міськради. У ЧКУ має статус «неоцінений»                                                                            | [ 2 ]              | Чистові Cistaceae         |            |
| 2  | Сонянець арабський Fumana arabica (L.) Spach, syn. Fumana viscidula Juz. | На сухих схилах та відкритих кам'янистих місцях, у світлих лісах та шибляках – ПБК (від долини Ласпі до мису Мартьян) | [ 3 ]              | …                         |            |
| 3  | Сонянець лежачий Fumana procumbens (Dunal) Gren. & Godr. | На сухих відкритих місцях, по кам'янистих і вапнякових схилах, на пісках, у степах, чагарниках — зрідка в степу (Одеська обл., ок. м. Вилкове; Крим, м. Саки), у передгір'ях Криму, на ПБК від м. Севастополь до м. Феодосія, звичайно  | …                  | …                         |            |
| 4  | Сонянець чебрецелистий Fumana thymifolia (L.) Webb | На щебенистих схилах — ПБК (гора Кішка). У ЧКУ має статус «зникаючий» | …                  | …                         |            |
| 5  | Helianthemum glaucescens (Murb.) Tzvelev | Наводиться для Карпат (Угольсько-Широколужанський масив Карпатського біосферного заповідника) | [ 4 ]              | …                         |            |
| 6  | Сонянка сива Helianthemum canum (L.) Hornem., у т. ч. Helianthemum creticola Klokov & Dobrocz., Helianthemum georgicum Juz. & Pozdeeva | На вапнякових схилах на Правобережжі (Кременецькі гори у Тернопільській обл.). У ЧКУ має статус «рідкісний» | [ 3 ]              | …                         |            |
| 7  | Сонянка багнолиста Helianthemum ledifolium (L.) Mill., у т. ч. Helianthemum lasiocarpum Desf. ex Jacques & Hérincq | На сухих кам'янистих і трав'янистих гірських схилах, у чагарниках — у гірському Криму, рідко (на Карабі-яйлі, в ок. смт Судака, на масиві Карадаг)                                                                                      | …                  | …                         |            |
| 8  | Сонянка звичайна Helianthemum nummularium (L.) Mill., у т. ч. Helianthemum chamaecistus Mill., Helianthemum glabrum (W.D.J.Koch) A.Kern., Helianthemum grandiflorum (Scop.) DC., Helianthemum ovatum (Viv.) Dunal                                                                    | На крейдяних і вапнякових відслоненнях, пісках і сухих схилах — у Прикарпатті (між Прутом і Дністром), па Поділлі, в басейнах Дністра і Сів. Дінця і гирлі р. Дунай, у Криму в передгір'ях і сх. ч. ПБК                                 | …                  | …                         |            |
| 9  | Сонянка шведська Helianthemum oelandicum (L.) Dum.Cours., у т. ч. Helianthemum cretaceum (Rupr.) Juz., Helianthemum cretophilum Klokov & Dobrocz., Helianthemum orientale (Grosser) Juz. & Pozdeeva, Helianthemum rupifragum A.Kern., Helianthemum stevenii Rupr. ex Juz. & Pozdeeva | На кам'янистих місцях на яйлах — у гірському Криму | …                  | …                         |            |
| 10 | Сонянка верболиста Helianthemum salicifolium (L.) Mill. | На пагорбах, схилах, степових ділянках я між чагарниками — у Криму | …                  | …                         |            |
| 11 | Alcea biennis Winterl, syn. Alcea pallida (Willd.) Waldst. & Kit. | На гранітних схилах, узліссях лісу, у заростях чагарників, на виноградниках, пустищах — на півдні Лісостепу і в Степу; у Криму, зрідка (гора Аюдаг, Сімферополь, Судак)                                                                 | [ 5 ]              | Мальвові Malvaceae        |            |
| 12 | Рожа Гельдрайха Alcea heldreichii (Boiss.) Boiss. | На вапняках і степових схилах — південь Степу, в Причорномор'ї | …                  | …                         |            |
| 13 | Рожа зморшкувата Alcea rugosa Alef., у т. ч. Alcea novopokrovskyi Iljin, Alcea taurica Iljin | На степових схилах, вапняках та сланцях, на галявинах, сміттєвих місцях та в посівах як рудеральне бур'ян — у Лісостепу та Степу, крім Криму                                                                                            | …                  | …                         |            |
| 14 | ?Проскурняк вірменський Althaea armeniaca Ten. | У Приазов'ї (Херсонська обл., Генічеський р-н, о. Бирючий) та в Криму на зволожених місцях, пісках, черепашниках | [ 6 ]              | …                         |            |
| 15 | Проскурняк конопляний Althaea cannabina L., у т. ч. Althaea narbonensis Pourr. ex Cav. | На півдні Лісостепу, в Степу, в Криму | …                  | …                         |            |
| 16 | Проскурняк шорстковолосистий Althaea hirsuta L. | На схилах, кам'янистих місцях, полях, вздовж доріг, по засмічених і рудеральних місцях — у Криму та південно-західного Степу (Одеська область)                                                                                          | …                  | …                         |            |
| 17 | Проскурняк лікарський Althaea officinalis L. | На вологих луках, по берегах річок, на заболочених місцях, у чагарниках, на солончаках — на всій території; у Криму, зрідка | …                  | …                         |            |
| 18 | Гібіск трійчастий Hibiscus trionum L. | Уздовж доріг, на рудеральних, сміттєвих місцях, бур'ян у посівах південних культур — у Лісостепу, Степу та Криму | [ 6 ]              | …                         |            |
| 19 | Калачики заячі Malva alcea L. | Наводиться для лісових та північних лісостепових регіонів Правобережної України | [ 4 ]              | …                         |            |
| 20 | Калачики вирізані Malva excisa Rchb. | На луках, узліссях лісу, серед чагарників, біля доріг і будинків — рідко в лісових і лісостепових районах (виключаючи Крим) | [ 7 ]              | …                         |            |
| 21 | Калачики занедбані Malva neglecta Wallr. | Уздовж доріг, біля парканів, на сміттєвих місцях | [ 5 ]              | …                         |            |
| 22 | Калачики нікейські Malva nicaeensis All. | Біля парканів, будинків, уздовж доріг, на бур'янах — на ПБК, дуже рідко (Алуштинська міськрада, села Рибаче, Сонячногірське) | …                  | …                         |            |
| 23 | Калачики дрібні Malva pusilla Sm. | На засмічених місцях, на городах як рудеральне бур'ян — розсіяно по всій УРСР, переважно у степових р-нах | …                  | …                         |            |
| 24 | Калачики лісові Malva sylvestris L., у т. ч. Malva ambigua Guss., Malva erecta C.Presl, Malva mauritiana L. | Серед чагарникових чагарників, у світлих лісах, узбіччям доріг, на полях на городах, на рудеральних місцях — розсіяно по всій території, найбільше в лісових районах і на півночі Лісостепу; у Криму рідко, як заносна або дика рослина | …                  | …                         |            |
| 25 | Malva thuringiaca (L.) Vis., syn. Lavatera thuringiaca L. | На луках, серед степових чагарників, на рудеральних місцях — на всій території; у Криму, зрідка | …                  | …                         |            |
| 26 | Мальвочка південна Malvella sherardiana (L.) Jaub. & Spach | На рудеральних місцях — зрідка в Криму (м. Керч, Алуштинська міськрада, с. Сонячногірське, ок. Сімферополя; Ленінська міськрада, с. Схід)                                                                                               | [ 7 ]              | …                         |            |
| 27 | Липа дрібнолиста Tilia cordata Mill. | У лісах, по чагарниках — майже по всій території, але в Криму переважно у верхньому поясі Криму | [ 7 ]              | …                         |            |
| 28 | Липа кримська Tilia dasystyla Steven | У дубових лісах — у гірському Криму (гора Кастель біля Алушти та на північному схилі Головної гряди) | …                  | …                         |            |
| 29 | Липа широколиста Tilia platyphyllos Scop., у т. ч. Tilia rubra (Weston) DC. | У широколистяних та змішаних лісах — у Закарпатті, Прикарпатті, Опіллі, Волинському й західному лісостепу. У садах і парках на всій території                                                                                           | …                  | …                         |            |
| 30 | Липа срібляста Tilia tomentosa Moench | У широколистяних лісах, по чагарниках — у Закарпатській обл. (м. Берегове); на заході Одеської обл. (с. Лісове Тарутинського р-ну), у Лівобережному Подністров'ї (с. Лісничівка Балтського р-ну Одеської обл.)                          | …                  | …                         |            |
| 31 | Вовче лико запашне Daphne cneorum L. | У соснових лісах, на пісках та мергелистих схилах — у Расточчі-Опіллі (Львівська обл.), Поліссі (Правобережне), Лісостепу (від Києва до Черкас). У ЧКУ має статус «вразливий»                                                           | [ 8 ]              | Вовчеликові Thymelaeaceae |            |
| 32 | Вовче лико звичайне Daphne mezereum L. | У лісах — у лісових районах у Карпатах, Расточчі-Опіллі, Правобережному Лісостепу, як правило; у Лівобережному Лісостепу, дуже рідко | [ 9 ]              | …                         |            |
| 33 | Вовче лико Софії Daphne sophia Kolenicz. | На крейді, у лісах та серед чагарників — у Лісостепу (с. Єфремівка Харківської обл. по р. Вовча). У ЧКУ має статус «зникаючий» | [ 10 ]             | …                         |            |
| 34 | Вовче лико кримське Daphne taurica Kotov | На вапнякових схилах і кам'янистих осипах у передгір'ях Криму (басейн р. Бурульчи, Перевальне лісництво, урочище Яман-Таш). У ЧКУ має статус «зникаючий»                                                                                | …                  | …                         |            |
| 35 | Дзьобики звичайні Thymelaea passerina (L.) Coss. & Germ. | На глинистих схилах, на відслоненнях різних порід, бур'ян на полях — на Поліссі (південь), Лісостепу, Степу та Криму | [ 9 ]              | …                         |            |